# Tantangan
Tantangan là một đô thị hạng 4 ở tỉnh South Cotabato, Philippines. Theo điều tra dân số năm 2000 của Philipin, đô thị này có dân số 32.636 người trong 6.583 hộ.

## Các đơn vị hành chính
Tantangan được chia thành 13 barangay.
- Bukay Pait
- Cabuling
- Dumadalig
- Libas
- Magon
- Maibo
- Mangilala
- New Iloilo
- New Lambunao
- Poblacion
- San Felipe
- New Cuyapo
- Tinongcop